# Werda
Werda (vogtländisch Wer) ist eine Gemeinde im sächsischen Vogtlandkreis. Sie hat rund 1500 Einwohner und ist Mitgliedsgemeinde im Verwaltungsverband Jägerswald, in dem sich vier Gemeinden im zentralen Vogtlandkreis zusammengeschlossen haben. Zur Gemeinde gehört neben dem Hauptort Werda noch der Ortsteil Kottengrün.

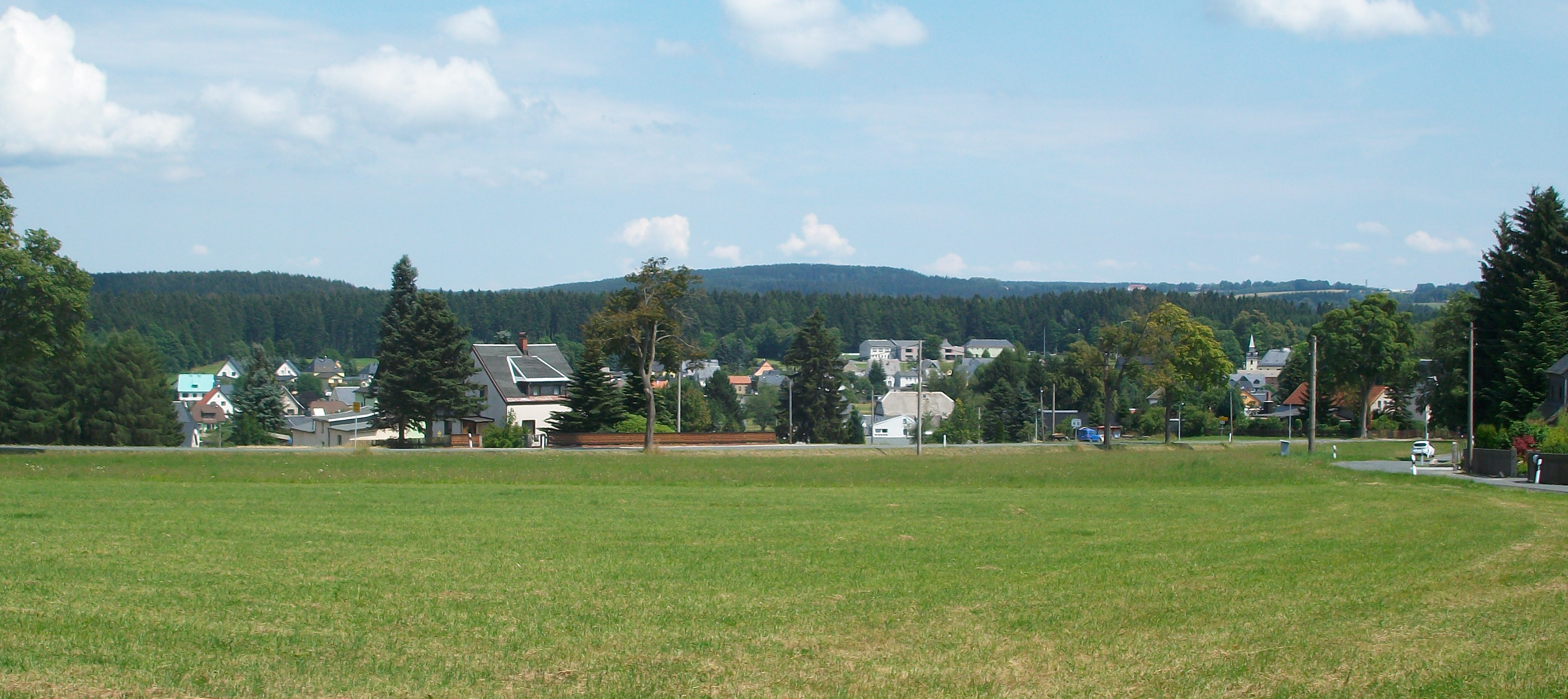
Blick auf Werda

## Geographie

### Geographische Lage
Die Gemeinde Werda liegt im Zentrum des Vogtlandkreises und im sächsischen Teil des historischen Vogtlands. Geografisch liegt der Ort im Osten des Naturraums Vogtland (Oberes Vogtland). Werda liegt auf rund 620 m ü. NHN bei einer Höhenspanne zwischen etwa 500 und 676 Metern über Normalhöhennull. Die Gemeinde befindet sich etwa 13 Kilometer südöstlich der Kreisstadt Plauen, die nächsten größeren Städte in der Umgebung sind Oelsnitz/Vogtl. (10 Kilometer Richtung Westen), Falkenstein/Vogtl. (6 Kilometer Richtung Nordosten) und Klingenthal (14 Kilometer Richtung Südosten). Innerhalb des Verwaltungsverbandes Jägerswald bildet Werda den östlichen Teil des Verwaltungsgebietes. Mit einer Fläche von rund 13,5 Quadratkilometern gehört sie zu den 50 flächenkleinsten Gemeinden Sachsens, ist aber nach Tirpersdorf die zweitgrößte Gemeinde im Verwaltungsverband.
Die höchste Erhebung in Werda ist der 676 Meter hohe Eimberg. Im Norden der Gemeinde befindet sich die Talsperre Werda, die vom Geigenbach gespeist wird und zur Trinkwassererzeugung genutzt wird. Rund um die Talsperre prägen Wälder die Landschaft, die direkte Umgebung von Werda und Kottengrün ist Acker- und Weideland. In den Geigenbach mündet das in Werda entspringende Steingeröllbächel, das in zwei kleinen Teichen gestaut wird und sich durch den Ortskern schlängelt.

### Nachbargemeinden
|                      | Gemeinde Bergen                             | Gemeinde Neustadt |
| Gemeinde Tirpersdorf | Kompassrose, die auf Nachbargemeinden zeigt |                   |
| Gemeinde Mühlental   | Gemeinde Schöneck                           |                   |

Angrenzende Orte sind im Uhrzeigersinn bei Norden beginnend: Bergen, Poppengrün und Neudorf (beide zu Neustadt/Vogtl.), Schöneck, Korna, Arnoldsgrün (alle zu Schöneck/Vogtl.), Brotenfeld (zu Tirpersdorf) und Tirpersdorf.

### Gemeindegliederung
Neben dem amtlichen Ortsteil Kottengrün lässt sich das Werdaer Gemeindegebiet auch in vier Gemarkungen aufteilen. Dies sind die Gemarkungen Werda, Geigenbachtal (rund um die Talsperre Werda, zum Ortsteil Werda), Kottengrün und Pillmannsgrün mit der Siedlung Jägerswald (nördlicher Teil von Kottengrün, zum Ortsteil Kottengrün) im südlichen Teil des namensgebenden Jägerswalds.

## Geschichte

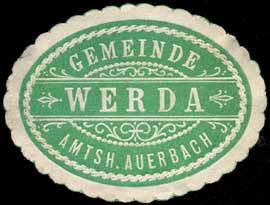
Siegelmarke der Gemeinde Werda

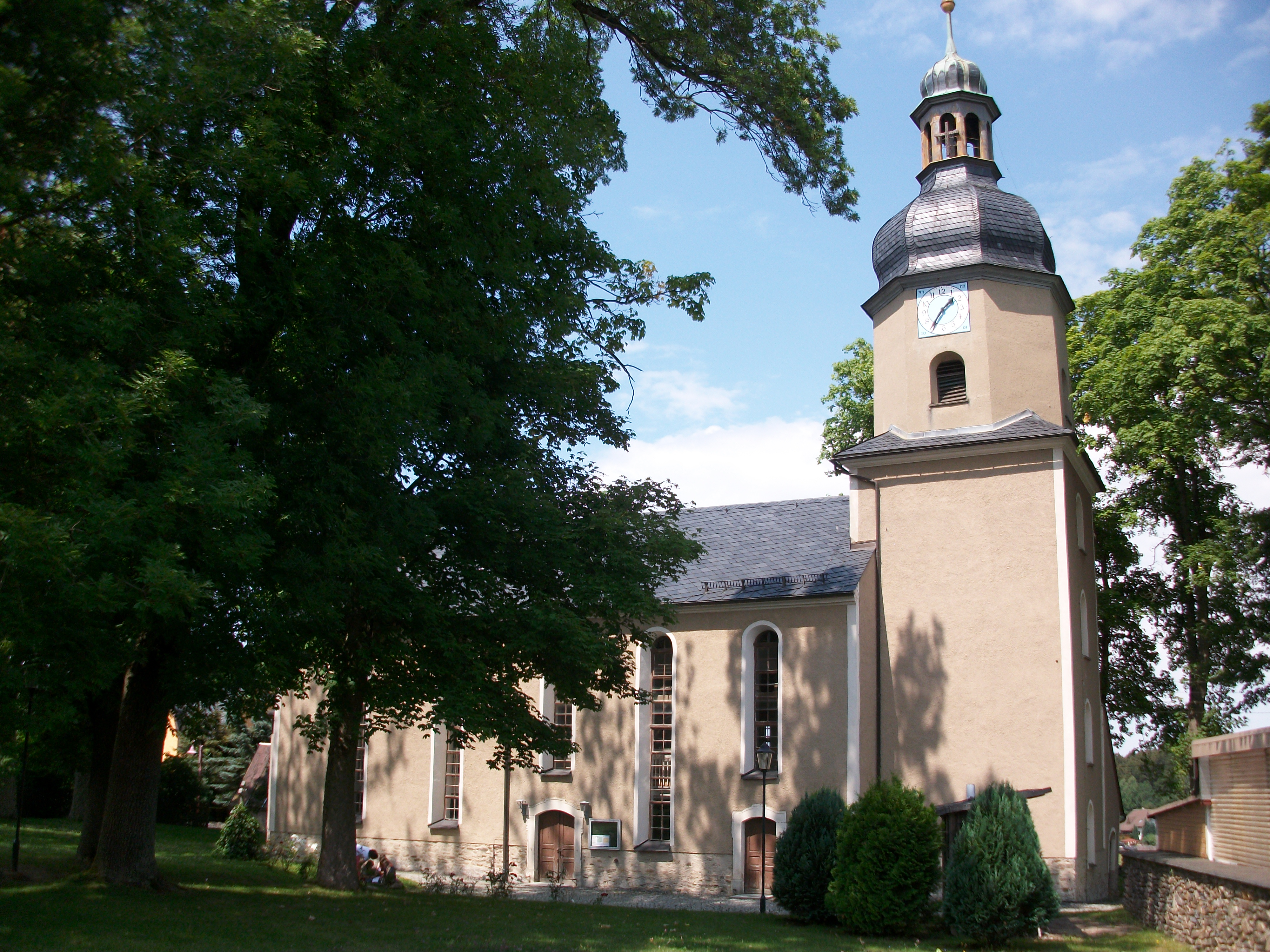
St. Katharinenkirche Werda

Im 12. und 13. Jahrhundert begann die deutsche Besiedlung des Gebiets rund um Werda. Aus dieser Zeit stammen auch die Wasserburg Werda mit einem Ringwall und das daraus hervorgegangene Rittergut. Der spätere Werdaer Ortsteil Kottengrün wurde bereits 1320 ersterwähnt, Werda selbst taucht gut 100 Jahre später im Jahre 1421 zum ersten Mal in Urkunden auf. Die Katharinenkirche wird erstmals 1452 genannt, im Jahr 1592 ist ein Vorwerk in Werda überliefert. Das Rittergut war Anfang des 16. Jahrhunderts in Besitz der Adelsfamilie Dölau. Später gehörte es den Geschlechtern Tettau, Röhn, Trützschler, Metzsch und von der Heydte. Nach weiteren Eigentümerwechseln gelangte das Rittergut im 19. Jahrhundert an Gottlieb Günther, der das zuvor recht einfache Herrenhaus durch den Anbau zweier Türme an den Giebelseiten aufwertete. Günter verkaufte das Land 1901 für den Bau der Talsperre Werda an die Stadt Plauen, das Herrenhaus wurde fortan als Schutzhaus für Wandersleute betrieben. Im Jahr 1927 kaufte es ein Textilunternehmer, seitdem befindet es sich in Privatbesitz. Werda gehörte wie der Nachbarort Kottengrün bis ins 19. Jahrhundert anteilig zu den kursächsischen bzw. königlich-sächsischen Ämtern Plauen und Voigtsberg. Die Grundherrschaft über den Ort lag anteilig bei den Rittergütern Werda, Oberlauterbach, Falkenstein, Mühlberg, Dorfstadt, und Ellefeld. Ein weiterer Anteil unterstand als Amtsdorf direkt dem Amt Voigtsberg. Für das Jahr 1582 ist überliefert, dass sich in Werda 15 Wohngebäude befanden. Um diese Zeit lebten etwa 23 besessene Mann, fünf Häusler und 30 Inwohner im Waldhufendorf Werda. Ab 1632 wurde der Ort während des Dreißigjährigen Kriegs in Mitleidenschaft gezogen.
Mit dem Beginn der Industrialisierung Ende des 19. Jahrhunderts erhielt die für das Vogtland typische Textilindustrie in Werda einzug. Eine Webmanufaktur gab es in Werda bereits in der ersten Hälfte des 17. Jahrhunderts. Auf Grundlage der Landgemeindeordnung von 1838 erlangte Werda Selbstständigkeit als Landgemeinde. Im Jahr 1856 wurde Werda dem Gerichtsamt Falkenstein und 1875 der Amtshauptmannschaft Auerbach angegliedert. Zwischen 1904 und 1909 wurde am Geigenbach die Talsperre Werda (Geigenbachtalsperre) errichtet. Sie gehört zu den ältesten Talsperren in Sachsen und hatte als erste Anlage in Deutschland ein angeschlossenes Wasserwerk mit eigener Filteranlage. Durch die zweite Kreisreform in der DDR kam die Gemeinde Werda im Jahr 1952 zum Kreis Auerbach im Bezirk Chemnitz (1953 in Bezirk Karl-Marx-Stadt umbenannt), der 1990 als sächsischer Landkreis Auerbach fortgeführt wurde und 1996 im Vogtlandkreis aufging. Ab 1975 wurde eine Sporthalle für die Grundschule in Werda errichtet. Bereit 1970 war in Kottengrün das Freibad eröffnet worden. Am 1. Januar 1994 schloss sich die Gemeinde Kottengrün, bestehend aus den Gemarkungen Kottengrün und Pillmannsgrün, mit Werda zur neuen Gemeinde Werda zusammen. Diese ist seit 1996 Teil des Vogtlandkreises, in den der Landkreis Auerbach im Rahmen der Kreisreform Sachsen 1994/1996 übergegangen war.

### Bevölkerungsentwicklung
| Jahr | Einwohner |
| ---- | --------- |
| 1834 | 603       |
| 1871 | 1.051     |
| 1890 | 1.092     |
| 1910 | 1.418     |
| 1925 | 1.402     |
| 1939 | 1.441     |
| 1946 | 1.339     |
| 1950 | 1.482     |
| 1964 | 1.313     |

| Jahr         | Einwohner |
| ------------ | --------- |
| 1990         | 1.057     |
| 1993         | 1.023     |
| + Kottengrün |           |
| 1994         | 1.780     |
| 2000         | 1.790     |
| 2005         | 1.722     |
| 2010         | 1.586     |
| 2014         | 1.504     |
| 2017         | 1.484     |

Die Tabelle gibt die Entwicklung der Bevölkerungszahl in der Gemeinde Werda seit 1834 zum jeweiligen Gebietsstand, ab 1964 zum 31. Dezember des Jahres, wieder. Die zum Zensus 2011 erhobenen Daten zum Stichtag 9. Mai 2011 weisen für die Gemeinde Werda eine Einwohnerzahl von 1567 aus, davon entfallen 917 auf den Ortsteil Werda und 650 auf Kottengrün. Insgesamt gab es in der Gemeinde 706 Haushalte (2,2 Personen zum Haushalt), 520 Familien mit 1350 Personen (2,6 Personen je Familie) sowie 521 Wohngebäude. Das Durchschnittsalter in der Gemeinde lag bei 46,6 Jahren.
Ab der Mitte des 19. Jahrhunderts hatte der Ort über 1000 Einwohner. 1910 war Werda unter den 69 Kommunen der Amtshauptmannschaft Auerbach auf Rang 23 der Einwohnerstatistik. Im Jahr 1925 waren von 1402 Einwohnern 1380 evangelisch-lutherisch, acht katholisch und weitere 14 Bürger konfessionslos. Zwischen 1910 und den 1950er Jahren lag die Einwohnerzahl von Werda relativ konstant bei etwa 1300 bis 1400. Danach folgte wie in der übrigen DDR ein Rückgang der Bevölkerungszahl auf etwas über 1000. Durch den Zusammenschluss mit Kottengrün am Jahresanfang 1994 gewann die Gemeinde wieder etwa 750 Einwohner, der negative Trend setzte sich aber weiter fort, sodass die Einwohnerzahl derzeit bei etwa 1500 liegt und damit wieder um zirka 300 geringer ist als noch 1994.
Zum 31. Dezember 2015 hatte der Ortsteil Werda 868 Einwohner, Kottengrün 640.

## Politik
Die wichtigsten Organe der Gemeindepolitik Werdas sind der Gemeinderat und der ehrenamtlich tätige Bürgermeister.
Bei Wahlen auf Landesebene zählt die Gemeinde zum Wahlkreis Vogtland 2, bei Bundestagswahlen liegt Werda im Bundestagswahlkreis Vogtlandkreis, der dem kompletten Gebiet des Vogtlandkreises entspricht.
- KG W: 1
- Landleben: 1
- Eimberg: 4
- RKZV W: 1
- SV K: 1
- FFW K: 3
- FFW W: 1

### Gemeinderat
Seit der Gemeinderatswahl 2024 verteilen sich die zwölf Sitze des Gemeinderates folgendermaßen auf die einzelnen Gruppierungen:
- Freie Wählervereinigung Am Eimberg (FWV): 4 Sitze
- Wählervereinigung Feuerwehr Kottengrün (WVF): 3 Sitze
- RKZV Werda: 1 Sitz
- KIG Landleben Werda/Kottengrün: 1 Sitz
- SV 1903 Kottengrün: 1 Sitz
- Feuerwehr Werda: 1 Sitz
- Kirchgemeinde Werda: 1 Sitz

Die CDU ist aus den ersten sechs Wahlen nach 1990 stets als stärkste Kraft hervorgegangen. Die SPD und die DSU nahmen von 1990 bis 2004 an vier Wahlen teil und erreichten mehrfach zweistellige prozentuale Wahlergebnisse. Dreimal (1990, 1994 und 1999) stellten sich Vertreter von F.D.P. und PDS zur Wahl. Mit Ausnahme der F.D.P. 1990 erreichten sie aber keine zweistelligen Ergebnisse. Bei den Wahlen 1994 und 1999 trat eine Wählervereinigung des Sportvereins Kottengrün an. Seit 1999 gibt es die Wählervereinigung Feuerwehr Kottengrün. Mit der CDU und der 2009 erstmals angetretenen Freien Wählervereinigung Am Eimberg stellte sie sich 2009 und 2014 zur Wahl auf. Bei der Wahl 2019 trat die CDU nicht mehr an. Die Sitze verteilen sich seither auf 5 nicht parteiliche Wählergruppen.
Seit 1990 errangen die Parteien und Wahlvereinigungen in Werda folgende Ergebnisse bei den Gemeinderatswahlen:
| Partei                         | 1990 | 1994 | 1999 | 2004 | 2009 | 2014 | 2019 | 2024 |
| ------------------------------ | ---- | ---- | ---- | ---- | ---- | ---- | ---- | ---- |
| FWV Am Eimberg                 | –    | –    | –    | –    | 21,2 | 16,5 | 38,8 | 34,4 |
| Fw. Kottengrün                 | –    | –    | –    | 14,7 | 24,1 | 33,3 | 23,5 | 24,2 |
| RKZV Werda                     | –    | –    | –    | –    | –    | –    | –    | 13,1 |
| KIG Landleben Werda/Kottengrün | –    | –    | –    | –    | –    | –    | –    | 9,2  |
| SV Kottengrün                  | –    | 8,1  | –    | –    | –    | –    | 12,5 | 7,1  |
| Feuerwehr Werda                | –    | –    | –    | –    | –    | –    | –    | 6,8  |
| Kirchgemeinde Werda            | –    | –    | –    | –    | –    | –    | 6,8  | 5,1  |
| IG Ländlicher Raum             | –    | –    | –    | –    | –    | –    | 18,4 | –    |
| CDU                            | 44,3 | 40,6 | 39,9 | 49,7 | 54,6 | 50,2 | –    | –    |
| DSU                            | 16,1 | 12,6 | 6,9  | 19,2 | –    | –    | –    | –    |
| SPD                            | 9,5  | 23,5 | 21,2 | 16,5 | –    | –    | –    | –    |
| PDS                            | 2,4  | 5,3  | 5,9  | –    | –    | –    | –    | –    |
| F.D.P.                         | 13,4 | 9,9  | 5,1  | –    | –    | –    | –    | –    |
| sonstige                       | 14,3 | –    | 21,0 | –    | –    | –    | –    | –    |

Anmerkungen zur Tabelle:
1. ↑  
Im amtlichen Endergebnis unter Wählervereinigungen geführt, einziger Wahlvorschlagsträger war aber der Sportverein Kottengrün e. V., siehe Wahlvorschläge für die Wahl am 12. Juni 1994 in der Gemeinde Werda; Göltzschtalkreis
2. ↑  
Wahlvorschlagsträger: Sportverein Kottengrün e. V. (SV Kottengrün) und Wählervereinigung Feuerwehr Kottengrün (Fw. Kottengrün), siehe Wahlvorschlagsträger für die Gemeinderatswahlen in der Gemeinde Werda

### Bürgermeister
Bei der Bürgermeisterwahl am 3. April 2005 wurde Dietmar Pommer (CDU) als Nachfolger des aus gesundheitlichen Gründen zurückgetretenen Bernd Strobel (SPD) gewählt. Pommer erhielt im ersten Wahlgang mit 50,8 % die absolute Stimmmehrheit und trat seine siebenjährige Amtszeit an.
Im September 2009 gab Pommer bekannt, das Amt des Bürgermeisters zum Monatsende ebenfalls aus gesundheitlichen Gründen aufgeben zu wollen. In der am 13. Dezember 2009 durchgeführten Neuwahl erreichte Carmen Funke, die Vorsitzende des Verwaltungsverbandes Jägerswald von der CDU, mit 58,3 % die absolute Mehrheit. Sie wurde 2016 und 2023 (unter anderem Namen) wiedergewählt und hat das Amt noch heute inne.
| Wahl | Bürgermeister               | Vorschlag | Wahlergebnis (in %) |
| ---- | --------------------------- | --------- | ------------------- |
| 2023 | Carmen Reiher (2009: Funke) | Reiher    | 93,4                |
| 2016 | Carmen Reiher (2009: Funke) | Reiher    | 98,1                |
| 2009 | Carmen Reiher (2009: Funke) | CDU       | 58,3                |
| 2005 | Dietmar Pommer              | CDU       | 50,8                |

## Sehenswürdigkeiten
- Die Ringwallanlage der ehemaligen Wasserburg Werda kann von einem Aussichtspunkt aus überblickt werden. Das Herrenhaus des Rittergutes wird als Wohnhaus genutzt und ist daher nicht öffentlich zugänglich.[27]
- Grabstätten und ein Gedenkstein auf dem Ortsfriedhof erinnern an zwei sowjetische Kriegsgefangene sowie an vier KZ-Häftlinge, die von einem Todesmarsch vom Außenlager Lengenfeld (Vogtland) des KZ Flossenbürg geflohen waren und bei Werda durch SS-Männer gefangen und erschossen wurden.
- Der Skilift in Werda bedient eine 400 Meter lange Abfahrt, die vor allem für Familien und Anfänger geeignet ist.[28] Außerdem gibt es Loipen und einen Rodelhang im Ort.
- Rund um die Talsperre Werda (Geigenbachtalsperre) gibt es den in den 1970er Jahren gestalteten Exkursions- und Wanderpfad Geigenbachtalsperre Werda,[29] an der Talsperre selbst sind die auf der Krone 311 Meter lange Staumauer und das einige Meter unterhalb liegende Wasserwerk sehenswert.
- Im Ortsteil Kottengrün wurde im Jahr 1970 ein Freibad erbaut, das einen Schwimmer- und Nichtschwimmbereich, eine kleine Rutsche und Beachvolleyballflächen anbietet.[30]

## Kultur und Bildung

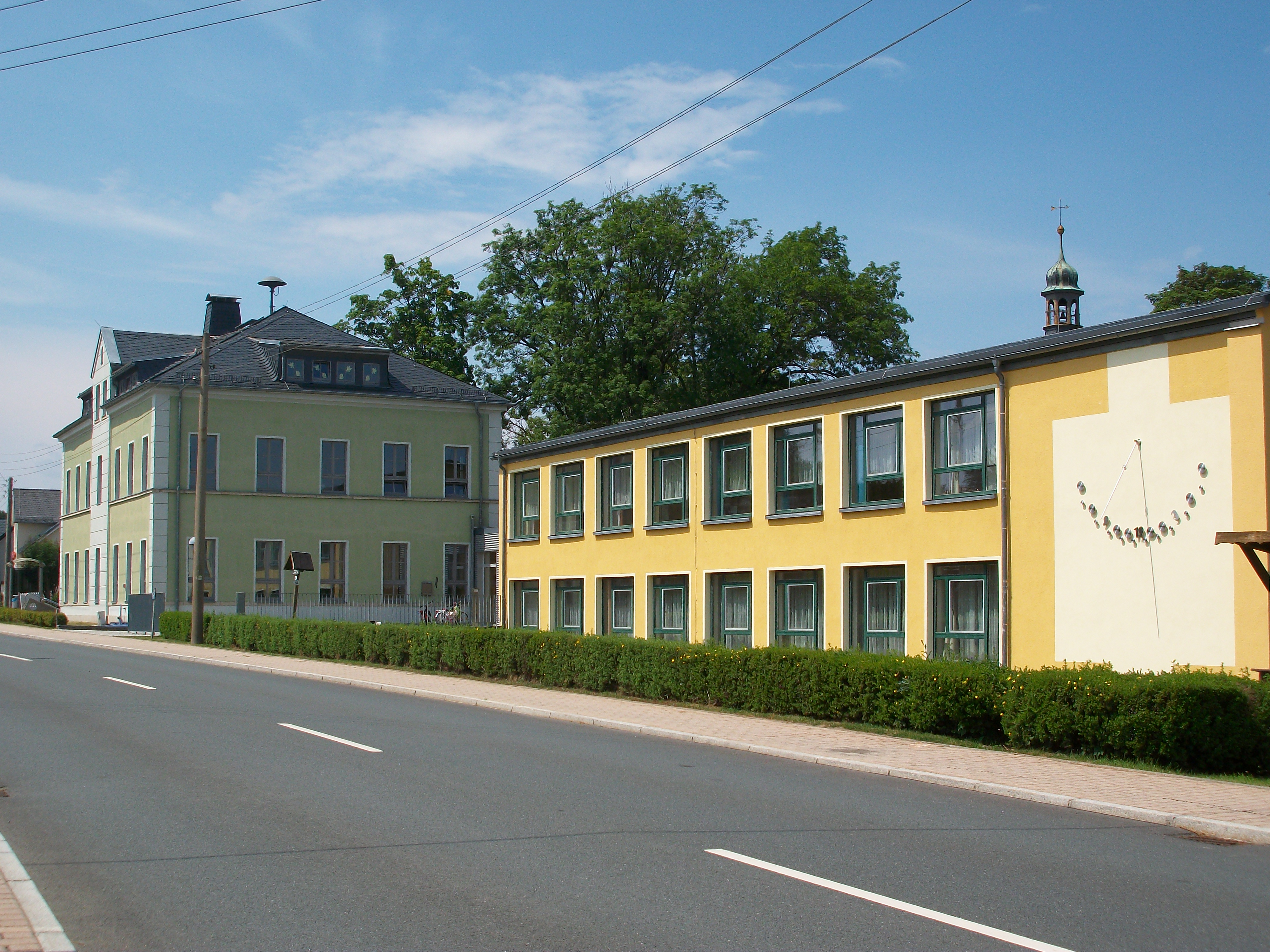
Grundschule Werda

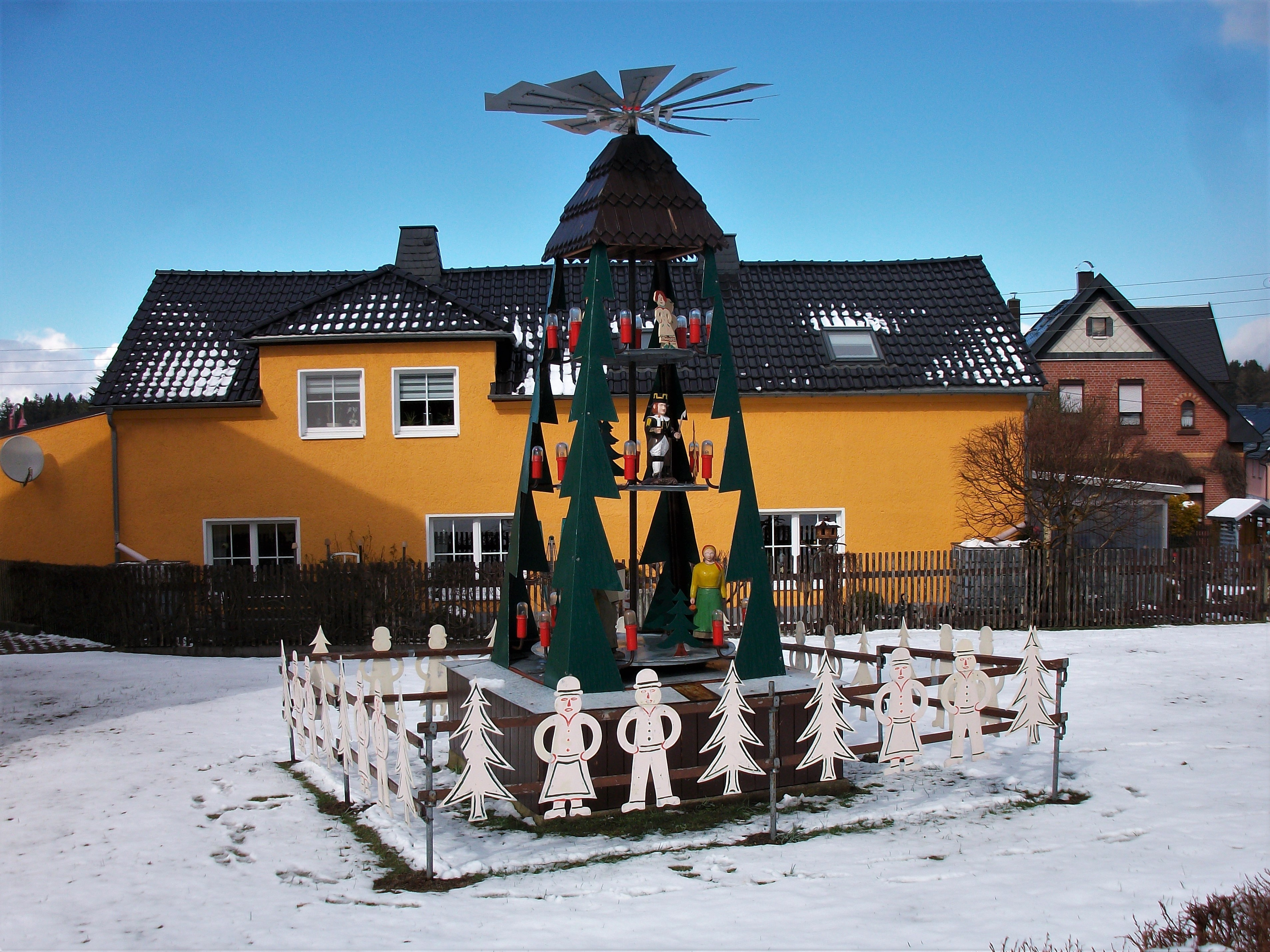
Ortspyramide (Drehturm) Werda mit Zuckermännle-Zaun

In Werda gibt es eine Grundschule mit angeschlossenem Hort. Sie ist neben der Theumaer Grundschule eine von zwei Schulen im Verbandsgebiet Jägerswald. Dazu kommen drei Kindergärten.
Im Bereich der Sportvereine existieren innerhalb des Gemeindegebietes der Fußballverein FC Werda 1921 und die SG Werda mit den Abteilungen Nordic Walking, Popgymnastik, Liftbetrieb und Volleyball (ca. 120 Mitglieder). Im Ortsteil Kottengrün ist außerdem der SV 1903 Kottengrün ansässig.
Sowohl in Werda als auch in Kottengrün gibt es Freiwillige Feuerwehren.

## Verkehr

### Straßenverkehr

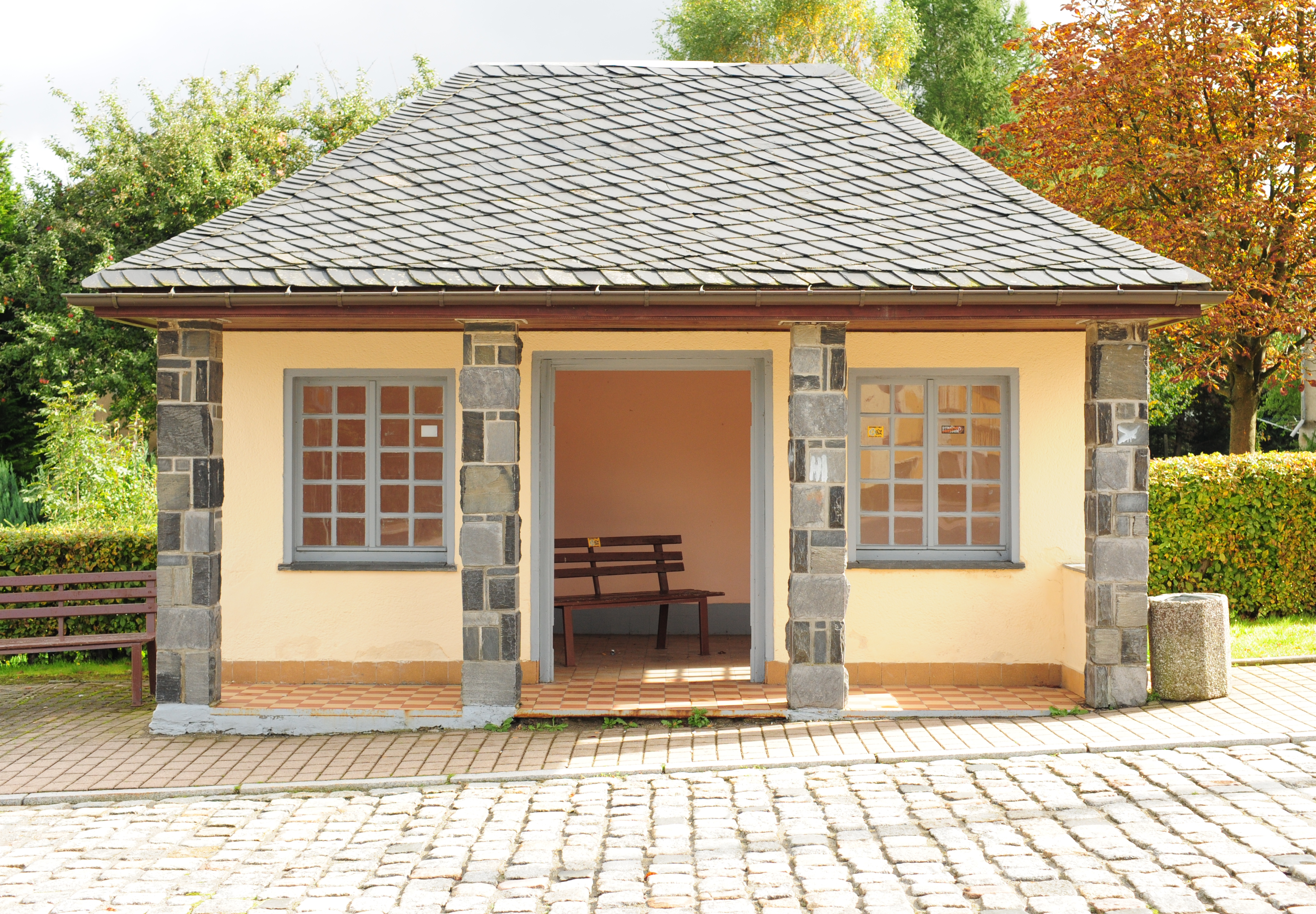
Werda, Bushaltestelle

Verkehrstechnisch wird Werda hauptsächlich von der Staatsstraße 303 erschlossen, die im Westen die Verbindung nach Tirpersdorf und Oelsnitz/Vogtl. herstellt; im Osten verbindet die Straße Werda mit der Staatsstraße 301 (Hauptstraße), dem Verkehrsweg zwischen Falkenstein/Vogtl., Schöneck/Vogtl. und der Bundesstraße 283 nach Klingenthal. Im Ortszentrum wird die Staatsstraße von der Kreisstraße 7838 (Pfarrstraße/Bergener Straße) gekreuzt, die südlich Richtung Schöneck und im Norden nach Bergen führt. Über die dort vorbeiführende Bundesstraße 169 ist an der Anschlussstelle Plauen-Ost die Auffahrt auf die Bundesautobahn 72 möglich. Zwischen Oelsnitz und Plauen befindet sich ein weiterer Autobahnanschluss namens Plauen-Süd.

### Öffentlicher Nahverkehr
Werda wird über die PlusBus-Linie 50 des Verkehrsverbunds Vogtland im Stundentakt mit Rodewisch, Auerbach, Oelsnitz und Plauen verbunden. Diese Linie führt entlang der Staatsstraße 303 durch die Gemeinde und erschließt auch Kottengrün. Von Kottengrün aus führt zudem die RufBus-Linie 57 nach Lottengrün, Theuma und Oelsnitz, die Anschluss an die Linie 50 hat.

## Persönlichkeiten
- Tobias Adami (1581–1643), Philosoph
- August Hermann Hain (1848–1927), Gründer der Christlichen Gemeinschaft Hirt und Herde[33]
- Bruno Dost (1849–1916), Pädagoge, Kantor und Komponist
- Max Hopp (* 1996), Dartspieler, wohnt seit 2015 in Kottengrün